# Кононовка (приток Камы)
Кононовка — река в России, протекает в Частинском районе Пермского края. Устье реки находится в 462 км по правому берегу Воткинского водохранилища на Каме. Длина реки составляет 18 км, площадь бассейна — 76,4 км².
Протекает на юго-западе края, в южной части Верхнекамской возвышенности. Исток находится в 19 км к северо-западу от села Частые. Генеральное направление течения — юго-восток. Приток — Субботина (правый). В верховьях протекает деревни Большие и Малые Горы, Зарубы; в среднем — Санники и Зотинцы; в низовьях — Нижнее Городище. На последних километрах течения из-за подпора Воткинского водохранилища образует вытянутый залив.

## Данные водного реестра
По данным государственного водного реестра России относится к Камскому бассейновому округу, водохозяйственный участок реки — Кама от Камского гидроузла до Воткинского гидроузла, речной подбассейн реки — бассейны притоков Камы до впадения Белой. Речной бассейн реки — Кама.
По данным геоинформационной системы водохозяйственного районирования территории РФ, подготовленной Федеральным агентством водных ресурсов:
- Код водного объекта в государственном водном реестре — 10010101012111100015155
- Код по гидрологической изученности (ГИ) — 111101515
- Код бассейна — 10.01.01.010
- Номер тома по ГИ — 11
- Выпуск по ГИ — 1